# Кириченко, Степан Андреевич
Кириченко Степан Андреевич (27 марта (9 апреля) 1911, с. Чоповичи, Малинский район, Житомирская область — 30 апреля 1988, Киев) — украинский советский живописец, график, художник монументально-декоративного искусства, заслуженный деятель искусств УССР (1963), Народный художник УССР (1981).

## Биография
Родился в селе Чоповичи Радомысльского уезда Киевской губернии в украинской сельской христианской семье Андрея и Варвары Кириченко.
Тяга к искусству у Степана Кириченко проявился в раннем детстве под влиянием старшего брата Ивана.
С 1934 по 1941 год учился в Киевском художественном институте у известных художников Ф. Кричевского, А. Тарана и Н. Рокицкого.
С 1942 года участвовал в республиканских, всесоюзных и зарубежных выставках. Его мозаика «Украина» экспонировалась на Всесоюзной художественной выставке в Москве, а также 1958 году на Всемирной выставке в Брюсселе, где была отмечена серебряной медалью. Вместе с другими коллегами участвовал в монументально-декоративном оформлении Всесоюзной сельскохозяйственной выставки в Москве (роспись Главного павильона и павильона УССР, 1952—1955).
Подписал открытое письмо (1968) на имя Леонида Брежнева, Алексея Косыгина и Николая Подгорного с требованием прекратить практику противозаконных политических судебных процессов.
Умер в 1988 году в Киеве.
Произведения хранятся в ГТГ, Национальном художественном музее Украины, Национальном музее Т. Шевченко и Севастопольском художественном музее.

## Произведения

### Мозаики
- Пандус у подножия памятника Н. Ватутину в Киеве (1946—1947),
- Портрет Кобзаря (1940);
- В. И. Ленин (1947),
- Урожай (1957, в соавторстве),
- триптих «Наша дума, наша песня» (1959—1960, в соавторстве),
- Советская Украина (1960, в соавторстве),
- мозаики в курзале санатория «Миргород» в Миргороде (1972—1976, в соавт. с Н. Клейн),
- мозаика в Морском порту в Измаиле (1978, в соавторстве)
- мозаика во Дворце культуры в с. Шевченково Килийского р-ну Одесе. обл. (1978, в соавторстве).
- мозаичные панно на станции «Красноармейская» (ныне «Дворец „Украина“», 1984, в соавторстве) Киевского метрополитена.

### Панно
- Украина (1969, с. Мрин Носовского р-на Черниг. обл.),
- Лесная песня (1970—1971, парк в Ялте, в соавторстве).

## Награды
- Заслуженный деятель искусств Украины (1963)
- Народный художник УССР (1981)
- орден Трудового Красного Знамени (24.11.1960)
- Серебряная медаль на Всемирной выставке в Брюсселе (1958)

## Изображения

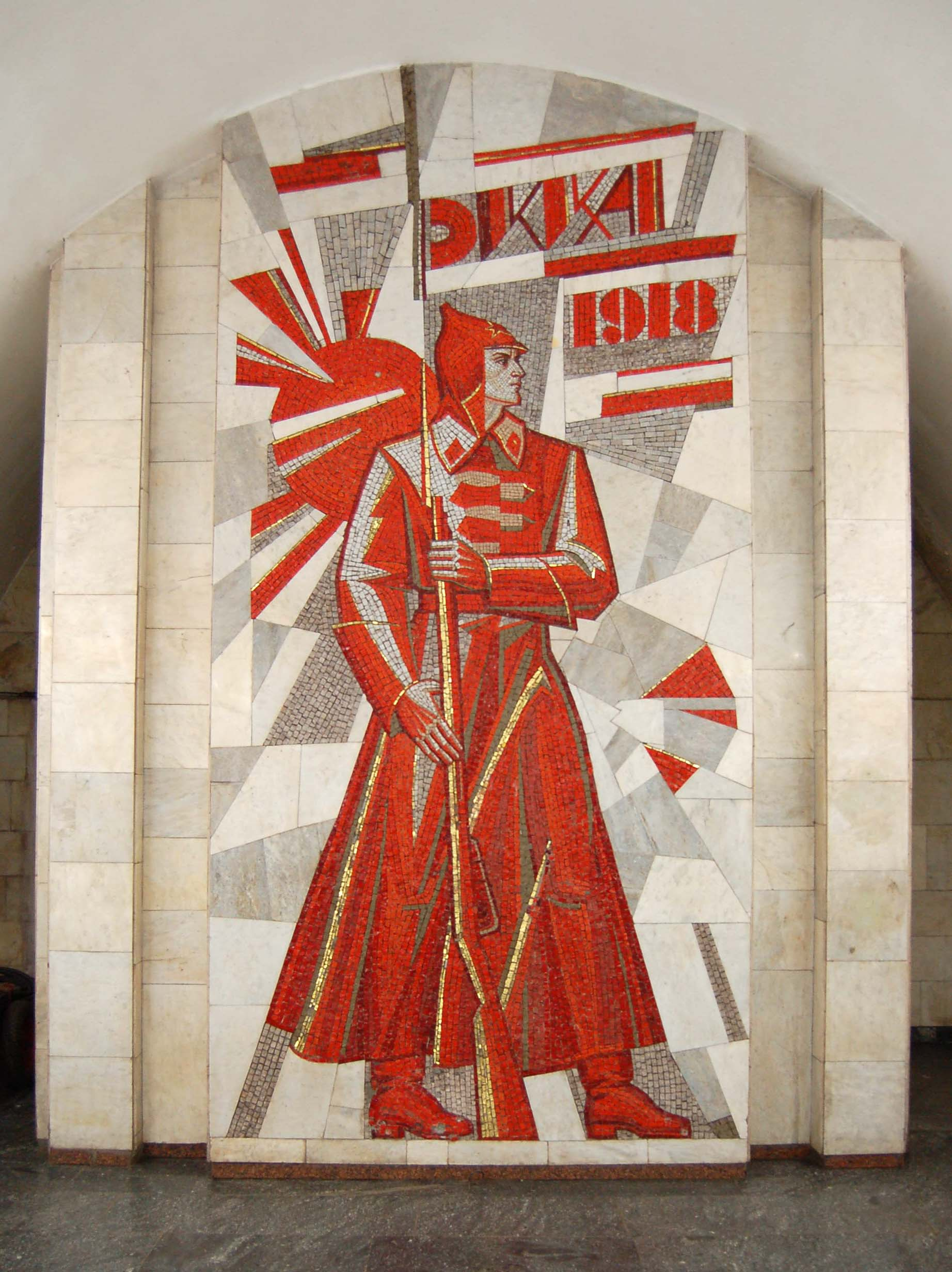
Мозаичное панно в торце центрального зала станции метро «Дворец „Украина“»
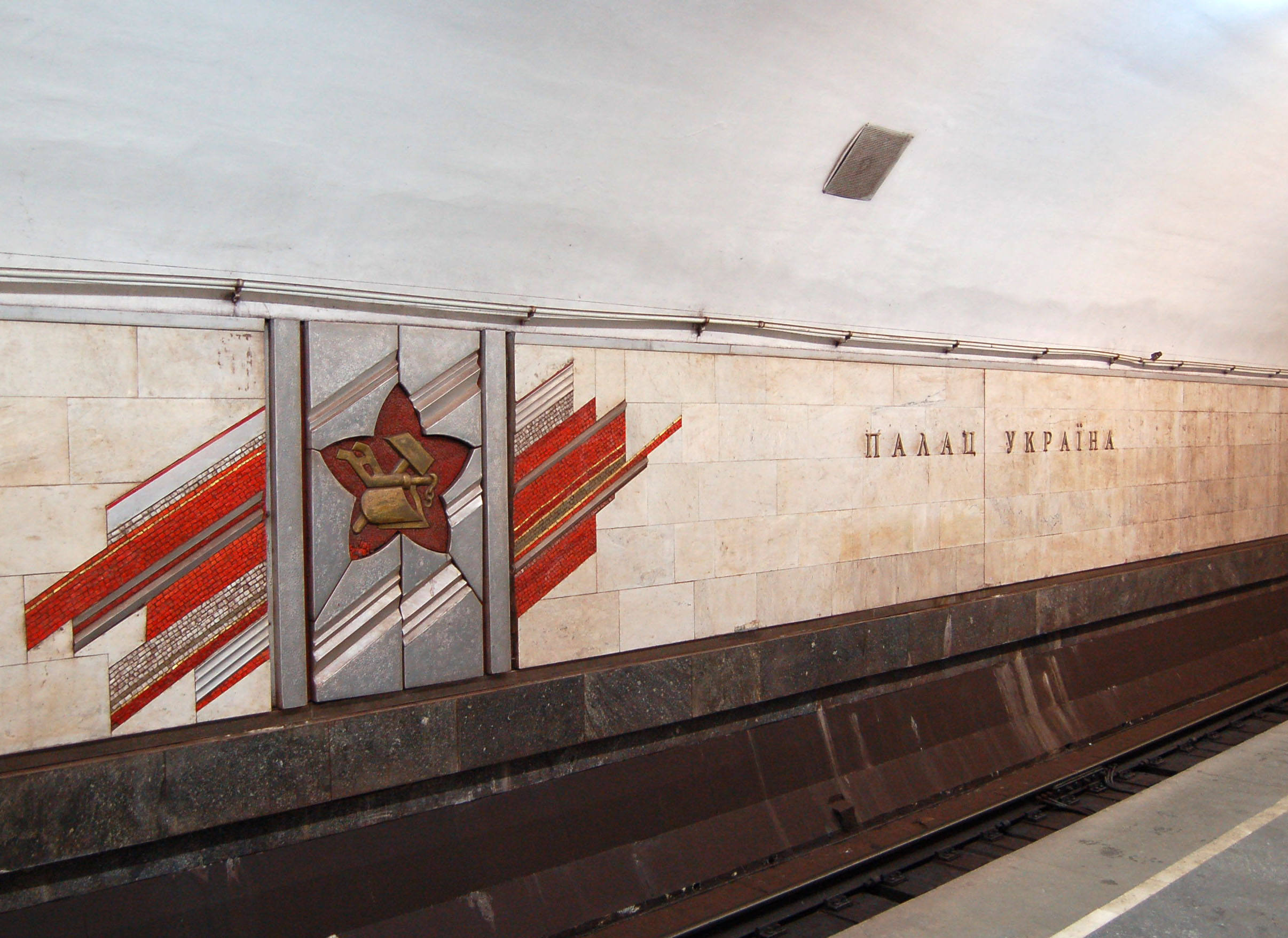
Панно на колійній стене станции